# 알리네 로터포켄
알리네 로터포켄(독일어: Aline Rotter-Focken, 1991년 5월 27일~)은 독일의 레슬링 선수로 2020년 하계 올림픽에서 여자 헤비급 금메달을 획득했다.

## 생애
1991년 크레펠트에서 태어났다. 로터포켄의 가족 대부분이 레슬링에 종사했으며 할아버지인 한스 포켄은 독일 선수권 대회 준우승자 출신이다. 아버지인 한스게오르크 포켄도 KSV 게르마니아팀 소속 레슬링 선수로 활동했다. 어릴 때부터 아버지인 한스게오르크의 지도로 레슬링 수련을 받았으며 1996년에 아버지의 소속팀인 KSV 게르마니아의 유소년팀에 입단했다.
할아버지와 아버지의 재능을 물려받은 로터포켄은 레슬링 유망주로 인정받았으며 2001년에 전문 선수가 되기 위해 AC 위케라트의 코치인 하인츠 슈미트의 지도를 받았다. 이후 2004년 독일 청소년 선수권 대회에서 3위, 2005년 같은 선수권 대회에서 2위를 차지하면서 두각을 드러내면서 2006년에는 독일 청소년 대표로 발탁되었다.
2018년에 레슬링 선수인 얀 로터와 결혼했다. 2021년 8월 도쿄에서 열린 2020년 하계 올림픽에서 미국의 애들린 그레이를 꺾으면서 금메달을 획득했다.